# Wanka (Tschechow)
Wanka (russisch Ванька) – auch Wanjka – ist eine Kurzgeschichte des russischen Schriftstellers Anton Tschechow, die – 1886 geschrieben – im selben Jahr am 25. Dezember als Weihnachtsgeschichte in der Peterburgskaja gaseta erschien.
J. Treumanns Übertragung ins Deutsche kam 1890 bei Karl Reißner in Leipzig auf den deutschsprachigen Markt und Alexander Brauners Übersetzung wurde am 15. November 1896 in der Wiener Rundschau publiziert. Schon am 26. Dezember 1894 erschien eine deutsche Fassung in der Verkehrszeitung. Weitere deutsche Veröffentlichungen in deutschsprachigen Zeitungen: 11. Dezember 1899 (Die Arbeit), 25. Dezember 1926 (Die rote Fahne) und 25. Dezember 1945 (Österreichische Zeitung). Übersetzungen in andere Sprachen: 1889 ins Slowakische (Vańka), 1890 ins Tschechische (Vaňka), 1891 ins Serbokroatische (Vanjka), 1892 ins Bulgarische (Ванка) und ins Dänische (Vanka), 1896 ins Ungarische (Ványka) sowie 1899 ins Rumänische (Vanyca) und ins Französische (La lettre de Vanka).

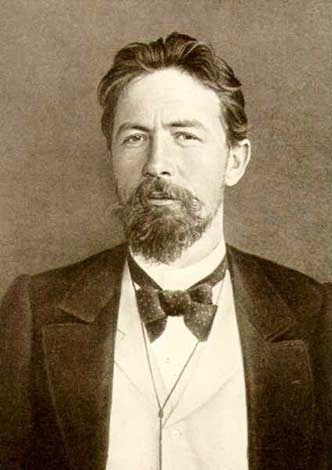
Anton Tschechow

## Inhalt
Iwan Shukow – Wanjka genannt – hat nur noch seinen Großvater, den 65-jährigen Nachtwächter Konstantin Makarytsch. Die Mutter Pelageja und der Vater sind gestorben. Also schreibt der neunjährige Junge dem Großvater einen Brief, in dem er ihm Frohe Weihnachten wünscht und bei der Gelegenheit seine aktuellen Sorgen und Nöte aufzählt. Vor einem Vierteljahr war er zu dem Moskauer Schuster Aljachin in die Lehre gegeben worden. Selbst bei kleinerer Nachlässigkeit wird Wanjka vom Lehrmeister durchgeprügelt. Dem Jungen gefällt es überhaupt nicht in Moskau. Er will nach Hause, so schreibt er dem Großvater und hofft auf Gehör. Den Brief steckt er in ein Kuvert, stellt sich vor, wie die Briefe in der Weihnachtszeit von Postkutschen auf der ganzen Welt zugestellt werden, und wie sein Großvater vor dem Kamin den Brief lesen und die schwierige Lage seines Enkels verstehen wird. 
Die Tragik der Erzählung besteht darin, dass Wanjka den Brief auf dem Kuvert mit "Dem Opa aufs Land. Konstantin Makarytsch" adressiert, dieser also nie ankommen wird.

## Rezeption
- Zur Trostlosigkeit: Zwei russische Rezipienten[7] weisen auf das höchstwahrscheinlich vergebliche Bemühn des kleinen Briefschreibers hin, indem sie die Adressierung des Schriftstücks besprechen. Wanjka adressiert: „Ins Dorf für Opa“ und fügt bei: „An Konstantin Makarytsch“[8].

## Deutschsprachige Ausgaben
- Ulrike Hirschberg (Hrsg.): Anton Tschechow: Wanka und andere Geschichten. Der Kinderbuchverlag, Berlin 1972, 1. Aufl., 231 Seiten
- Anton Tschechow: Wanka in Bernhard Heinser (Hrsg.): Weihnachten. Prosa aus der Weltliteratur. 8. Aufl. Manesse, Zürich 1994, 499 Seiten, ISBN 978-3-7175-1746-7
- Anton Čechov: Kaschtanka und andere Kindergeschichten. Ausgewählt und übersetzt von Peter Urban (Hrsg.). Mit Zeichnungen von Tatjana Hauptmann. 156 Seiten. Diogenes, Zürich 2004. ISBN 978-3-257-01107-4 (enthält noch: Kinder. Merkwürdiger Fall. Der Bläss. Grischa. Der Flüchtling. Kummer. Knaben. Etwas mit Pferd. Austern. Der böse Bube. Die Köchin heiratet. Wanjka. Der Dicke und der Dünne)[9]

### Verwendete Ausgabe
- Wanjka. S. 18–24 in: A. P. Tschechow: Meistererzählungen. Deutsch von Reinhold Trautmann. (enthält noch: Die Austern. Der Tod des Beamten. Ein bekannter Herr. Kaschtanka. Im Alter. Kummer. Die Totenmesse. Gussew. In der Verbannung. Die Dame mit dem Hündchen. Jonytsch. Herzchen. Der Student. Der schwarze Mönch. Die Bauern. Ein Fall aus der Praxis. Die Stachelbeeren. In der Schlucht. Die Erzählung des Obergärtners). Dieterich’sche Verlagsbuchhandlung, Leipzig 1953